# Let It Go (album Will Young)
Let It Go è il quarto album in studio del cantante britannico Will Young, pubblicato nel 2008.

## Tracce
1. Changes – 4:00 (Will Young, Francis White)
2. Grace – 4:37 (Will Young, Matt Prime)
3. Won't Look Down – 3:47 (Will Young, Patrick Byrne, Karen Poole)
4. Tell Me the Worst – 3:35 (Ricky Ross, Francis White)
5. I Won't Give Up – 4:01 (Will Young, Francis White)
6. Disconnected – 3:59 (Will Young, Patrick Byrne, Aret Komlosy, Karen Poole)
7. If Love Equals Nothing – 3:49 (Will Young, Chris Braide, Karen Poole)
8. Love – 6:32 (Will Young, Stephen Lipson, Karen Poole)
9. Simple Philosophy – 4:13 (Will Young, Patrick Byrne, Karen Poole)
10. Let It Go – 3:39 (Jeremy Gregory, Karen Poole, Francis White)
11. Are You Happy – 2:50 (Will Young, Patrick Byrne, Karen Poole)
12. You Don't Know – 3:15 (Will Young, Samuel Dixon, Sia Furler)
13. Free My Mind – 3:20 (Will Young, Dan Brown, Stew Jackson)

## Classifiche

### Classifiche settimanali
| Classifiche (2008) | Posizione massima |
| ------------------ | ----------------- |
| Irlanda            | 12                |
| Regno Unito        | 2                 |

### Classifiche di fine anno
| Classifica (2008) | Posizione |
| ----------------- | --------- |
| Regno Unito       | 30        |